# Línguas transanfranciscanas

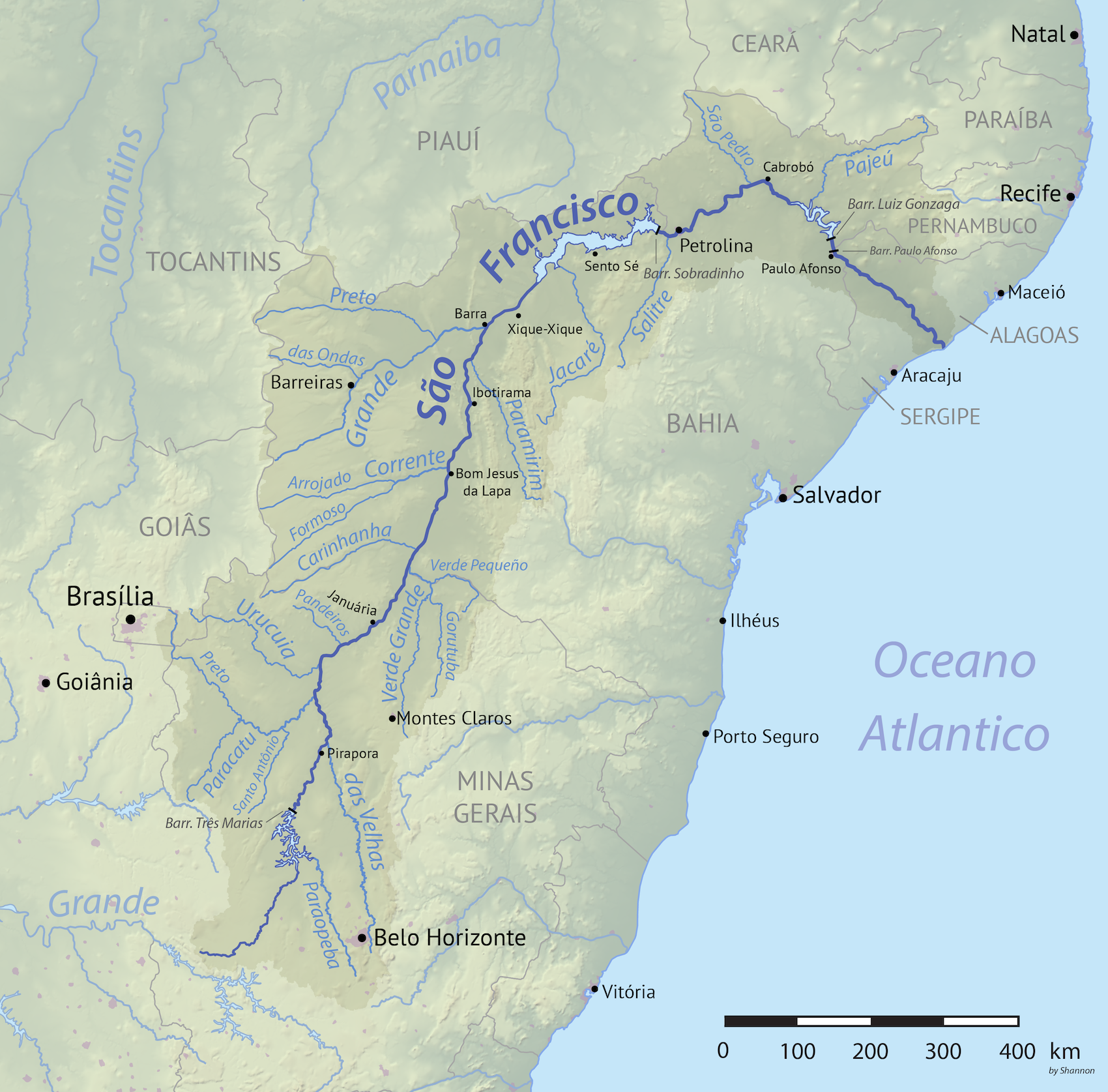
Mapa da bacia do rio São Francisco

As línguas transanfranciscanas ou línguas Maxakalí-Krenák formam um ramo de línguas macro-jês faladas na região do rio São Francisco no Brasil.

## Classificação
Classificação interna das línguas transanfranciscanas (Nikulin 2020):
- Borum
  - Krenák
- Maxakalí
  - Malalí
  - Maxakalí Nucleares
    - Maxakalí
    - Maxakalí Ritual; Makoní
    - Pataxó; Pataxó-Hãhãhãe
    - Koropó
- ? Kamakã
  - Masakará
  - Kamakã Meridional
    - Menien
    - Kamakã; Kotoxó/Mongoyó